# Emilia Bau
Emilie „Milli“ Bau (* 29. Juli 1906 in Darmstadt; † 31. Oktober 2005 ebenda) war eine deutsche Journalistin, Fotografin und Übersetzerin.

## Leben
Ihre Eltern waren Christine Wissmann (geb. Wilke, * 1879) und Ludwig Wissmann (* 1875), ein Kaufmann. Sie wuchs in der Dreibrunnenstraße 8 in Darmstadt mit zwei Brüdern auf. Während ihre beiden jüngeren Brüder studieren durften, wurde ihr das vom Vater nicht gestattet. 1925 oder 1926 reiste sie nach Bologna und lernte Italienisch an einer Sprachenschule. 1928 kam sie nach Darmstadt zurück. 1932 heiratete sie Waldemar Bau (* 1899). Das Ehepaar zog zunächst nach Stuttgart und 1939 nach Aumühle bei Hamburg. 1939 wurde der gemeinsame Sohn geboren, der bereits im November 1940 verstarb.
1949 erschien von ihr die Übersetzung des Buches God and the Atom von Ronald Knox in deutscher Sprache.
Ab Ende 1945 arbeitete Milli Bau im Kulturressort der neu gegründeten Hamburger Zeitung Die Welt. 1948 lernte Milli Bau den Publizisten und Fotogragfen Hans Ertl kennen. Sie begleitete ihn zwischen Ende 1949 und 1952 auf der Mission Cientifica Alemana (Deutsche Anden-Kundfahrt) mit fünf weiteren Teilnehmern, darunter der Geologe Gert Schroeder, Friedrich Michel, Walter Forster und Heinrich Hawickhorst als Arzt, nach Bolivien und in die Gegend um La Paz. Hans Ertl sollte Fotos machen und sie u. a. schriftlich über die Expedition berichten. Mit einer Rolleiflex dokumentierte sie auch das Leben und den Alltag der Menschen. Während ihrer Abwesenheit erkrankte ihr Ehemann Waldemar Bau schwer. Milli Bau vereinbarte mit ihm, dass sie zukünftig acht Monate im Jahr in Deutschland bleiben und vier Monate auf Reisen verbringen wolle.
Nach dem Tod Waldemar Baus im August 1953 brach sie am 1. Januar 1956 auf, um als Alleinreisende die Länder der Seidenstraße mit einem VW-Bus T1 („Bulli“) zu erkunden. Diese Reise dauerte vier Jahre. Mit dem Schiff  Blidum der Reederei Zerssen reiste sie zunächst in den Libanon. Es ging nach Beirut, später in den Iran, nach Pakistan, Indien, Nepal und China. In dieser Zeit dokumentierte sie mit zahlreichen Fotos die Begegnungen und Reiserouten. Zwischendurch verdiente sie Geld für die Reisen mit Radioberichten für Rundfunkanstalten in Frankfurt, Stuttgart, Hamburg und Köln. 1958 kehrte sie für einige Zeit nach Deutschland zurück und lebte zunächst in Aumühle und danach in München. Auftragsreisen brachten sie 1963 nach Ägypten, Pakistan und Ceylon sowie 1965 wieder nach China und Sibirien. 1967 reiste Bau durch die Türkei und den Iran. Dort erlebte sie die Krönung von Schah Mohammad Reza Pahlavi.
Sie erhielt den Auftrag, eine deutsche Zeitung in Teheran aufzubauen, und lebte sieben Jahre u. a. als Korrespondentin für Die Welt in Teheran. 1973 kehrte sie nach Darmstadt zurück. Ihre Erlebnisse beschrieb sie in Büchern und war als Vortragsreisende tätig. In den 1980er-Jahren war sie Kulturreferentin u. a. auf der MS Europa. Mit fast 90 Jahren reiste Bau nochmals nach Jakutien, einem Teil von Sibirien. Es entwickelte sich eine tiefe Freundschaft mit Svetlana Prokopjewa, der Leiterin des Fachbereiches Germanistik der Universität Jakutsk.
Milli Bau starb im Alter von 99 Jahren in Darmstadt. Ihr Grab befindet sich auf dem Alten Friedhof. Ihre Privatbibliothek befindet sich in der Universitäts- und Landesbibliothek Darmstadt. Der fotografische Nachlass ging an das Frankfurter Museum der Weltkulturen. Weitere Dokumente befinden sich im Stadtarchiv Darmstadt. Das Frankfurter Museum erhielt im November 2021 die Zusage für ein Budget zur kompletten Digitalisierung und Inventarisierung der Fotos und Dias der Künstlerin, um sie der Öffentlichkeit zugänglich zu machen. Dies ist die Basis für eine Fotoausstellung Milli Bau. 5000 km bis Paris. im Jahr 2024 im Kunstforum der TU Darmstadt im Rahmen der RAY-Triennale der Fotografie des Rhein-Main-Gebiets.

## Auszeichnungen und Ehrungen
- 1996 erhielt sie die Bronzene Verdienstplakette der Stadt Darmstadt.
- Im Stadtteil Eberstadt wurde 2024 eine Straße nach ihr benannt; an ihrem Geburtshaus in Darmstadt erinnert mittlerweile eine Gedenkplakette an die reisefreudige Journalistin.

## Veröffentlichungen (Auswahl)
- M. Bau, S. Prokopjewa: Sacha-Jakutien. Ein fernes Land und sein Volk. Darmstadt, Asien-Archiv 1996.
- M. Bau: Fips Peter Schwanzlhuber. Die Geschichte eines Äffchens, Darmstadt 1996.
- M. Bau: Unterwegs in der Welt : Merkwürdiges, Mutproben, Sternstunden. Darmstadt, Eduard Roether Verlag 1989.
- M. Bau: Der fruchtbare Halbmond. Irak. Syrien. Jordanien. Libanon. Nürnberg, Verlag Glock und Lutz 1975.
- M. Bau: Iran wie er wirklich ist. München und Esslingen, Bechtle Verlag 1971
- M. Bau:  Heilige Berge – Grüne Hölle. Eine Frau reist in Bolivien. München, Ehrenwirth Verlag 1954.
- Ronald Knox und M. Bau: Gott und das Atom, Hamburg 1949, Drei Türme Verlag.